# 冯时可
馮时可（1546年—1619年），字敏卿，一字元成，號文所，南直隸松江府華亭縣放鶴灘左人，明朝政治人物，進士出身。

## 生平
隆庆四年（1570年）庚午科應天鄉試第三十名舉人，隆慶五年（1571年）中式辛未科會試第五十八名，三甲二百五名進士。刑部觀政，授刑部主事，萬曆三年（1575年）调兵部，七年升员外郎、郎中，曾任處州府同知。九年官貴州提學副使，萬曆十二年（1584年）七月患病致仕。十九年七月起復四川提學副使，八月河南道御史陳登雲參馮時可奔喪遲緩，不堪學憲，乞改任降調，以示懲創，九月改任廣西副使，二十一年十二月升湖廣布政使司右參政，分巡鄖陽道。二十四年改浙江温處道參政，二十五年八月加按察使銜兼布政使司參議，照舊管事。
萬曆三十四年（1606年）貶廣東按察司僉事，分巡嶺西道，三十七年七月升雲南布政使司右參議，四十一年升湖廣副使，四十三年六月官至湖廣布政使司右參政，四十五年九月降為貴州布政使司參議。

## 著作
著有《左氏释》、《左氏讨》、《上池杂识》一卷等。

## 家族
曾祖馮海。祖父馮逵，贈南京監察御史。父馮恩，人稱四鐵御史，歷官大理寺左寺丞，進階朝列大夫。嫡母金氏，封孺人；生母馬氏。嚴侍下。兄馮行可，貢士；馮達可、馮學可、馮再可、馮輔可、馮繼可，俱監生；馮斆可、馮衍可。弟馮曾可，監生。

## 轶事
《南吴旧话录》載冯时可教鹦鹉講話的故事。